# Geneva (Alabama)
Geneva is een plaats (city) in de Amerikaanse staat Alabama en valt bestuurlijk gezien onder Geneva County.

## Demografie
Bij de volkstelling in 2000 werd het aantal inwoners vastgesteld op 4388.
In 2006 is het aantal inwoners door het United States Census Bureau geschat op 4415, een stijging van 27 (0,6%).

## Geografie
Volgens het United States Census Bureau beslaat de plaats een oppervlakte van
39,0 km², waarvan 38,5 km² land en 0,5 km² water.

## Plaatsen in de nabije omgeving
De onderstaande figuur toont de plaatsen in een straal van 24 km rond Geneva.